# Pizza Tycoon
Pizza Tycoon — компьютерная игра, экономический симулятор. Разработана в 1994 году немецкой компанией Software 2000 и издана Microprose. В Германии игра вышла под названием Pizza Connection.  Действие игры заключается в управлении ресторанами, производящими пиццу.

## Сюжет
Рестораны могут располагаться в городах Европы и США. У игрока есть возможность выбора управляющего из более чем тридцати кандидатур, возможность создания собственной пиццы, проведения кулинарных конкурсов и возможность изменения самого ресторана и кухни.
Характерной особенностью игры является то, что игрок может договориться с местной мафией и нанести вред ресторанам-конкурентам. Есть также возможность зарабатывания денег, используя криминальные методы — продажу оружия и наркотиков.
В игре присутствует некоторая доля юмора; рисованная, мультипликационная графика, игровые сообщения и анимированные лица известных людей (например, Ричарда Никсона, Рональда Рейгана или Ленина).
У Pizza Tycoon было два ремейка/продолжения:
Pizza Connection 2

Fast Food Tycoon, оно же Pizza Syndicate